# Lista de vice-presidentes do Sudão do Sul

Brasão de armas do Sudão do Sul

A seguir uma lista dos Vice-presidentes do Sudão do Sul, desde sua autonomia em 9 de janeiro de 2005. No dia 9 de julho de 2011, declarou-se independente do Sudão.

## Território autônomo (2005-2011)
| Vice-Presidente do Governo | Entrada              | Saida                | Partido |
| -------------------------- | -------------------- | -------------------- | ------- |
| 1º Salva Kiir Mayardit     | 9 de julho de 2005   | 11 de agosto de 2005 | MPLS    |
| 2º Riek Machar             | 11 de agosto de 2005 | 9 de julho de 2011   | MPLS    |

## Pós independência em 2011
| Vice-Presidente    | Entrada              | Saida                | Partido |
| ------------------ | -------------------- | -------------------- | ------- |
| 1º Riek Machar     | 9 de julho de 2011   | 23 de julho de 2013  | MPLS    |
| Cargo vago         | 23 de julho de 2013  | 25 de agosto de 2013 |         |
| 2º James Wani Igga | 25 de agosto de 2013 | 26 de abril de 2016  | MPLS    |
| 3º Riek Machar     | 26 de abril de 2016  | 26 de julho de 2016  | MPLS    |
| 4º Taban Deng Gai  | 26 de julho de 2016  | presente             | MPLS    |